# Проект моста через пролив Эт-Тиран
Проект моста через пролив Эт-Тиран — предложен 8 апреля 2016 года во время визита саудовского короля Салмана в Египет и встречи с президентом ас-Сиси. Автомобильный мост возможной длиной от 7 до 10 км соединит регион Табук Саудовской Аравии и провинцию Южный Синай Египта.
Предполагаемый срок строительства — 7 лет; плановая цена проекта — от 3 до 4 млрд долл. США.